# Bibliographie en sociologie du droit
 (août 2024).
- Si vous ne connaissez pas le sujet, laissez ce bandeau (vous pouvez alors contacter les auteurs).
- Si vous supprimez le contenu mis en cause (vous pouvez préalablement contacter les auteurs),

argumentez précisément cette suppression dans la page de discussion
(un manque de référence n'est pas un argument ; une recherche réelle de référence doit avoir été effectuée, être formellement documentée).

## Ouvrages
- Werner Ackermann, Renaud Dulong et Henri-Pierre Jeudy, Imaginaires de l’insécurité, Paris, Méridiens - Klincksieck, 1983, 122 p. (ISBN 978-2-86563-073-8)
- André-Jean Arnaud, « Critique de la raison juridique », dans Où va la sociologie du droit, t. 1, Paris, LGDJ, 2005 (1re éd. 1981) (lire en ligne)
- André-Jean Arnaud, Essai d'analyse structurale du code civil français, Paris, LGDJ, 1974 (lire en ligne)
- André-Jean Arnaud, Les origines doctrinales du Code civil français, Paris, LGDJ, 1969 (lire en ligne)
- Robert Badinter et Michèle Perrot, La prison républicaine, 1871-1914, Paris, Fayard, 1998
- Alain Chouraqui, « Quelques difficultés actuelles d’articulation du juridique et du social », dans François Chazel et Jacques Commaille (sous la direction de), Normes juridiques et régulation sociale, Paris, LGDJ, coll. « Droit et société », 1991, 285 p.
- André-Jean Arnaud, « Sociologie et droit : rapports savants, rapports politiques, Notes brèves », dans François Chazel et Jacques Commaille (sous la direction de), Normes juridiques et régulation sociale, Paris, LGDJ, coll. « Droit et société », 1991, 285 p.
- Raymond Aron, La Sociologie allemande contemporaine, Paris, PUF, coll. « Quadrige », 1981 (1re éd. 1935), 200 p. (ISBN 978-2-13-055000-6)
- Henri Batifol, La Philosophie du droit, Paris, PUF, 1966 (1re éd. 1960)
- Jean-Guy Belley, « Une typologie sociojuridique du contrat », Sociologie du Travail, no 4,‎ 1996, p. 465-486
- Pierre Bourdieu, « Les juristes, gardiens de l’hypocrisie collective », dans François Chazel et Jacques Commaille (sous la direction de), Normes juridiques et régulation sociale, Paris, LGDJ, coll. « Droit et société », 1991, 285 p.
- Jean Carbonnier, Sociologie juridique, Paris, Presses universitaires de France, coll. « Quadrige Manuels », 2016, 3e éd. (1re éd. 1978), 416 p. (ISBN 978-2-13-073583-0)
- François Chazel, « Émile Durkheim et l’élaboration d’un "programme de recherche" en sociologie du droit », dans François Chazel et Jacques Commaille (sous la direction de), Normes juridiques et régulation sociale, Paris, LGDJ, coll. « Droit et société », 1991, 285 p.
- Dominique Duprez et Michel Kokoreff, Les mondes de la drogue, Paris, Odile Jacob, 2001 (1re éd. 2000)
- Émile Durkheim, De la division du travail social, Paris, PUF, coll. « Quadrige », 1998 (1re éd. 1893), 416 p. (ISBN 2-13-043970-5)
- Émile Durkheim, Les règles de la méthode sociologique, Flammarion, coll. « Champs », 1999 (1re éd. 1895), 254 p. (ISBN 978-2-08-081198-1 et 2080811983)
- Antoine Garapon et Denis Salas, La justice des mineurs : évolution d’un modèle, Paris, Bruylant - L.G.D.J., 1995
- Georges Gurvitch, Éléments de sociologie juridique, Paris, Aubier, 1940 (présentation en ligne)
- Georges Gurvitch, « Problèmes de sociologie du droit », dans Traité de sociologie, t. II, Paris, P.U.F., 1968 (1re éd. 1960), 189 p.
- Henri Lévy-Bruhl, Sociologie du droit, Paris, P.U.F., 1981, 6e éd. (1re éd. 1961)
- Laurent Mucchielli et Philippe Robert, Crime et sécurité : l’état des savoirs, Paris, La Découverte, 2002
- Jean-Daniel Reynaud, « Du contrat social à la négociation permanente », dans Henri Mendras (sous la direction de), La sagesse et le désordre, Paris, Gallimard, coll. « NRF », 1981
- Alain Supiot, « Les Juridictions du travail », dans Camerlynck G.-H. (publié sous la direction de), Traité de droit du travail, t. 9, Paris, Dalloz, 1987, p. V (Avant-propos)
- (it) François Terré, « La sociologia giuridica in Francia », dans Renato Treves (dir), La Sociologia del diritto, Milan, Edizioni di Comunità, coll. « Diritto et cultura moderna », 1966, p. 305-343
- Denis Touret, Introduction à la sociologie et à la philosophie du droit : la bio-logique du droit, Paris, Litec, 1995
- Jean-Louis Vullierme, Le concept de système politique, Paris, PUF, coll. « Politique d'aujourd'hui », 1989 (lire en ligne)
- (it) Renato Treves (édité par), La Sociologia del diritto, Milan, Edizioni di Comunità, coll. « Diritto et cultura moderna », 1966
- Max Weber, Économie et société : Tome 1, Les catégories de la sociologie, Paris, Plon, 1921, 834 p. (ISBN 2-266-13244-X et 2266132458)
- Max Weber (trad. Jacques Grosclaude), Sociologie du droit [« Rechtssoziologie »], Paris, P.U.F, coll. « Quadrige », 1986 (1re éd. 1967), 316 p. (ISBN 978-2-13-060934-6)

## Bibliographie en ligne
- « Collection Droit et société », sur reds.msh-paris.fr, Réseau Européen Droit & Société
- Christophe Agostini, « De la supraconstitutionnalité comme contrainte du raisonnement juridique », sur reds.msh-paris.fr, Intervention au Centre de théorie du droit de l'Université Paris X-Nanterre, 27 mars 1997
- Marc A. Delplanque, « La Gouvernance globale. Fin de l'ordre juridique international », sur reds.msh-paris.fr
- Marc A. Delplanque, « Thèse de Doctorat en Droit et Économie du développement, Nice », sur reds.msh-paris.fr, 2000
- Serge Diebolt, « Le droit en mouvement. Éléments pour une compréhension constructiviste des transformations complexes des systèmes juridiques », sur reds.msh-paris.fr, Thèse pour le doctorat en droit soutenue en septembre 2000 sous la direction de A.-J. Arnaud
- (en) Chantal Kourilsky-Augeven (dir.), Andras Sajo, Maria Borucka-Arctowa et Iwona Jakubowska-Branicka, « Individuals' attitudes toward the law, an international comparative research project », sur reds.msh-paris.fr, 1998
- « Une introduction à la sociologie juridique », sur chez.com